# Zbigniew Józef Kraszewski

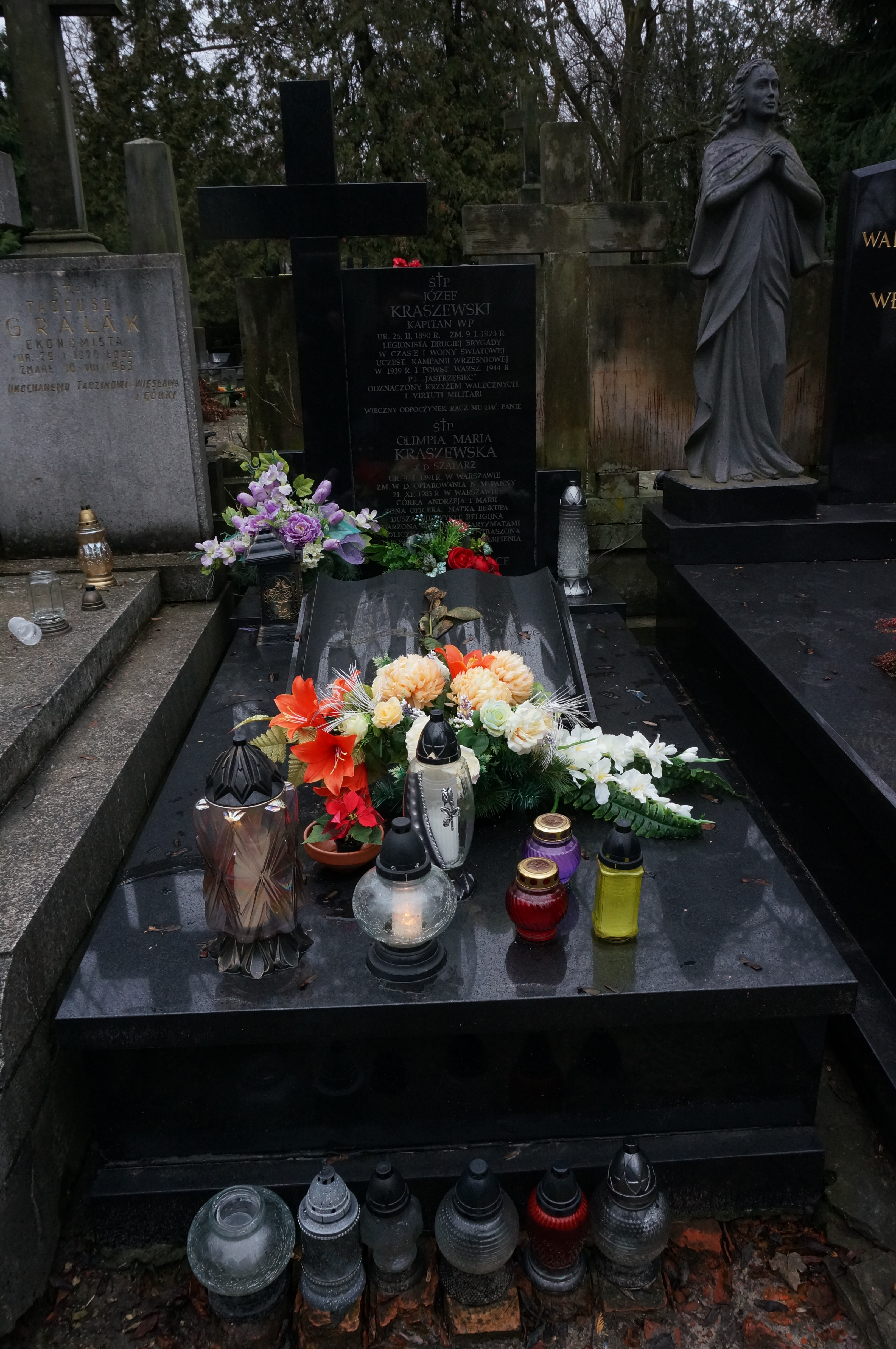
Grób Zbigniewa Józefa Kraszewskiego na cmentarzu Powązkowskim w Warszawie

Zbigniew Józef Kraszewski (ur. 12 lutego 1922 w Warszawie, zm. 4 kwietnia 2004 tamże) – polski duchowny rzymskokatolicki, biskup pomocniczy warszawski w latach 1970–1992, biskup pomocniczy warszawsko-praski w latach 1992–1997, od 1997 biskup pomocniczy senior diecezji warszawsko-praskiej.

## Życiorys
Pochodził z rodziny inteligenckiej, był synem Józefa, kapitana Wojska Polskiego. Jesienią 1942 ukończył szkołę Podchorążych Piechoty KG NSZ ze stopniem kaprala podchorążego, a we wrześniu 1943 wstąpił na I tajny kurs Metropolitalnego Seminarium Duchownego Św. Jana Chrzciciela w Warszawie. Brał udział w powstaniu warszawskim w szeregach Armii Krajowej jako kapelan, mimo że nie przyjął jeszcze święceń kapłańskich. Po wojnie kontynuował studia na Wydziale Teologii Katolickiej Uniwersytetu Warszawskiego, które ukończył w 1949. Święcenia kapłańskie przyjął 12 marca 1949 w Warszawie z rąk Stefana Wyszyńskiego.
Pracował jako wikariusz w Lesznie koło Błonia (1949), następnie wikariusz w Piastowie (1949–1952) i w parafii św. Wawrzyńca w Warszawie (1952–1956). W 1954 obronił doktorat z teologii, specjalizując się w teologii dogmatycznej. Uzupełniał studia w Rzymie w latach 1963–1964. Od 1956 był profesorem w Metropolitalnym Seminarium Duchownym św. Jana Chrzciciela w Warszawie, a także prefektem tego seminarium (1956–1964), wicerektorem (1964–1969) i rektorem (1969–1970). Od 1970 był proboszczem parafii Bożego Ciała w Warszawie (przy konkatedrze Matki Bożej Zwycięskiej). Kanonik kapituły metropolitalnej w Warszawie.
5 listopada 1970 został mianowany biskupem pomocniczym archidiecezji warszawskiej ze stolicą tytularną Horreomargum. 8 grudnia 1970 przyjął sakrę biskupią z rąk kardynała Stefana Wyszyńskiego. W latach 1970–1992 sprawował funkcję wikariusza generalnego archidiecezji warszawskiej. W Episkopacie Polski zajmował stanowiska wiceprzewodniczącego Komisji Maryjnej oraz Komisji Duszpasterstwa Akademickiego. Od 1989 był ogólnopolskim duszpasterzem kombatantów.
25 marca 1992 został przeniesiony na funkcję biskupa pomocniczego nowo utworzonej diecezji warszawsko-praskiej. Po osiągnięciu wieku emerytalnego przeszedł 6 grudnia 1997 w stan spoczynku.
Wśród wielu odznaczeń, jakim go uhonorowano, są Krzyż Komandorski Orderu Odrodzenia Polski (nadany przez rząd na wychodźstwie w 1979), Krzyż Komandorski z Gwiazdą Orderu Odrodzenia Polski (1994 z nadania Lecha Wałęsy), Medal Wojska (czterokrotnie), Krzyż Walecznych i Krzyż Armii Krajowej, Krzyż Narodowego Czynu Zbrojnego oraz Medal Polonia Mater Nostra Est.
Został pochowany w grobie rodzinnym na cmentarzu Powązkowskim w Warszawie.

## Wybrane publikacje
- 1949: Obrzęd święceń kapłańskich w świetle najnowszych dokumentów papieża Piusa XII
- 1960: Matka i Królowa nasza
- 1963: Zagadnienie łaski u apologetów II
- 1964: Mariologia
- 1965: Udział Matki Bożej w dziele odkupienia
- 1980: Sto dowodów na istnienie Boga
- 1984: Miłosierdzie Boże ratunkiem dla świata